# Altersbach
Altersbach település Németországban, azon belül Türingiában. Lakosainak száma 446 fő (2017. december 31.).

## Népesség
A település népességének változása:

| 2014 | 497 |
| 2017 | 446 |